# 184318 Fosanelli
184318 Fosanelli este o planetă minoră (asteroid) din centura de asteroizi. A fost descoperită pe 2 aprilie 2005 la Ottmarsheim⁠(d) de Claudine Rinner. 
Obiectul prezintă o orbită caracterizată de o semiaxă mare de 2,6215141136283 UAi, o excentricitate de 0,08, o înclinație de 8 ° în raport cu ecliptica.